# کارن او
کارن لی اورزولک (به انگلیسی: Karen Lee Orzolek؛ زادهٔ ۳۱ ژوئیهٔ ۱۹۸۵) خواننده-ترانه‌پرداز و موسیقی‌دان آمریکایی کره‌ای‌تبار می‌باشد. وی خوانندهٔ اصلی گروهٔ موسیقی ایندی راک یه یه یهس است.
او مدتی با اسپایک جونز، کارگردان مشهور آمریکایی، رابطهٔ عاشقانه داشت تا اینکه در سپتامبر و اکتبر ۲۰۰۵ به هم زدند.
کارن از مادری کره‌ای و پدری لهستانی به دنیا آمد و دوران کودکی را در نیوجرسی گذراند اما بعدها به دانشگاه نیویورک راه یافت.
او به انجام کارهای عجیب و غریب در صحنه کنسرت مثل تف کردن آّب یا شراب به روی تماشاچیان یا پرت کردن انگور به سمت آن‌ها معروف است.